# 映劇
映劇ライヴエンタテイメント（えいげき）はアニメ・コミック・ゲームの舞台化制作（呼称アニメライヴ）を中心に、主に星陵会館、俳優座劇場をメイン劇場とした公演を提供している。かつては映劇株式会社という企業だったが、株式会社ソプラティコ（現株式会社ブシロードウェルビー）による買収を経て、2016年10月1日より、同グループ株式会社劇団飛行船と合併し、以降は同社の一部門として事業を展開している
。

## 概要
主に舞台のプロデュース、映画製作、イベントの企画を手掛けている。2010年よりコアスタッフは活動していたが2011年に新会社を立ち上げ、翌年、株式会社へ組織変更した。通来の劇団発の企画や保守的な舞台制作体制とは大きく異なり、映画会社出身の人間により設立されたため、同社の舞台制作方法には映画のそれが採られており、また演出や脚本、マーケティングについても映画事業的な手法が採られていることが、競合と大きく違う点である。文京学院大学・日本大学、および東京大学教員組成による産学共同映像研究所と提携している。

## 詳細
総合的コンテンツ事業の会社である。演劇・ライブ・映像等コンテンツの制作・配給・興行網を有し、国内有数のプロデューサーとクリエイターを擁して、事業展開する。各種大学研究機関と提携して、まったく新しいマーケティングリサーチ・エンジンを保有しており、これにより動員率の高いコンテンツの開発を行っている。また研究スタッフやインターンを資源とした新しいクリエイティヴ･タレントも育成しており、それらを源泉とした新規の企画開発を行っていることも知られている。

## 事業所
- 事務所：東京都中野区中央1-38-1 住友中野坂上ビル2階 劇団飛行船 本社制作部[3]
- スタジオ：埼玉県狭山市大字北入曽695-1 劇団飛行船 狭山スタジオ内[4]

## 社内ブランド
アニメライブ
漫画やアニメを原作とした舞台ブランド
オトメライブ
乙女ゲームを原作とした舞台ブランド。
e☆star
誰もが知るコミックの歴史的名作群を原材にして、独自の新しい切り口で展開することが目的のドラマCDブランド。

## 作品一覧

### 舞台
- ミュージカル「忍たま乱太郎」第一弾初演（2010年1月）、同再演（同7月）
- 舞台版イナズマイレブン（2010年9月）
- スーパーミュージカル 聖闘士星矢（制作）初演（2011年7月）、同再演（同12月）
- ニコニコミュージカル 「カンタレラ」（制作）（2011年8月）
- 舞台版「コードギアス 反逆のルルーシュ」騒乱 前夜祭（イブ）（2012年4月）
- LIVE ACT 青の祓魔師 〜魔神の落胤〜（2012年5月）
- らき☆すた≒おん☆すて（2012年9月）
- 華ヤカ哉、我ガ一族 オペラカレイド（2013年4月〜5月）・再演（同8月）
- CLOCK ZERO ～終焉の一秒～ A live Moment（2013年9月）・再演（2014年3月）
- 十鬼の絆 ～関ヶ原奇譚～ 恋舞（2013年12月）
- STORM LOVER ～波打ち際の王子SUMMER！～（2014年5月）
- ハマトラ THE STAGE -CROSSING TIME-（2014年8月）
- CLOCK ZERO ～終焉の一秒～ リンゲージ（2014年11月）
- 華ヤカ哉、我ガ一族 オペラカレイド “狂宴”（2014年12月）
- ハマトラ THE STAGE -DOUBLE MISSION-（2015年3月）
- CLOCK ZERO ～終焉の一秒～ Re-verse-mind（2015年7月）
- 魔劇「今日からマ王!～魔王再降臨～」（2015年10月）
- アルカナ・ファミリア Valentino（2016年1月）
- CLOCK ZERO ～終焉の一秒～ WatchOver（2016年3月）
- THE STAGE カーニヴァル 始まりの輪舞曲（2016年5月）
- 舞台アルカナ・ファミリア2 -23枚目のタロッコ-（2016年9月）

以降、主催名義は「株式会社劇団飛行船 映劇ライヴエンタテイメント」扱い
- オトメライブ 猛獣使いと王子様（2016年12月）
- ミュージカル イケメン王宮◆真夜中のプリンセス（2017年1月）
- アルカナ・ファミリア Episode0 希望の花（2017年3月）
- 夢舞台 艶が～る 初宴（2017年6月）
- The Stage 神々の悪戯 太陽と冥府の希望（2017年8月）
- アルカナ・ファミリア 幽霊船の秘密（2017年9月）
- THE STAGE ラッキードッグ1 first luck（2018年3月）
- THE STAGE ラッキードッグ1 first luck＋（2018年6月）
- アルカナファミリア4 アルカナ・デュエロ（2018年8月）
- ラッキードッグ1 クリスマスウィーク!!（2018年12月）
- The Stage 神々の悪戯 光と炎の約束（2019年4月）
- トワイライトミュージカル ZONE-00 満月（2019年7月）
- THE STAGE ラッキードッグ1 Break Through（2019年7月）
- トワイライトミュージカル ZONE-00 月食（2019年9月）
- THE STAGE ラッキードッグ1 Paradise Lost（2020年4月予定→中止）
- 饗宴 茜さすセカイでキミと詠う ～絆～（2020年4月予定→中止→2021年5月）
- THE STAGE ラッキードッグ１Paradise Lost+（2020年8月予定→中止）
- 舞台「Gem Fragments」（2020年12月）
- 舞台「D.C.III 〜ダ・カーポIII〜君と旅する時の魔法」（2021年11月）

### ドラマCD
- ポーの一族 エドガーとアラン篇（2013年3月）
- 落語CDドラマ〜三つの愛〜（2013年4月）
- 11人いる!（2013年9月）
- 闇のパープルアイ 慎也と小田切篇（2013年9月）
- やじきた学園道中記 小鉄と挟霧篇（2013年9月）

## 主な取引先
- ドワンゴ
- 東京ドーム
- 総合ビジョン
- 角川書店
- アニプレックス
- サンライズ
- バンダイビジュアル
- 博報堂DYメディアパートナーズ
- ショウゲート
- イマジカ・ロボット ホールディングス